# Парламентські вибори в Італії 2008
Парламентські вибори в Італії 2008 пройшли достроково 13 — 14 квітня 2008 року, на три роки раніше покладеного терміну і принесли перемогу лідеру правоцентристської опозиції.

## Хід виборів
6 лютого 2008 президент Джорджо Наполітано оголосив про розпуск парламенту. Розпуск парламенту став наслідком політичної кризи, яка почалася 24 січня, коли Сенат національного парламенту не висловив довіри кабінету Романо Проді і той подав у відставку.
Після відмови голови Сенату Франко Маріні від пропозиції президента Джоржо Наполітано сформувати уряд для проведення виборчої реформи, розпуск парламенту і проведення дострокових виборів став єдиним можливим рішенням у ситуації, що склалася.
Права опозиція країни на чолі з Берлусконі наполягала на розпуску парламенту і негайному проведенні дострокових парламентських виборів.
Головне протистояння відбувалося між лідером правоцентристської коаліції «Народ свободи» підприємцем-мільярдером, екс-прем'єром Сильвіо Берлусконі і головою нової лівоцентристської Демократичної партії Вальтером Вельтроні, колишнім до цього мером італійської столиці.
Однією з головних тем під час виборів став продаж збитковою авіакомпанії Alitalia, яка належала державі. В ході передвиборної кампанії Берлусконі критикував альянс Air France — KLM за спробу поглинання італійського авіаперевізника і говорив, що волів би бачити в ролі покупця вітчизняну компанію.

## Результати
Партія/Блок — Палата депутатів — Сенат
- Народ свободи — 275 місць — 146 місць
- Демократична партія — 217 — місць 119 місць
- Ліга Півночі — 60 місць — 26 місць
- Італія цінностей — 29 місць — 14 місць
- Союз центру — 35 місць — 11 місць
- Змішана група — 14 місць — 6 місць